# Paolo Ruggiero
Paolo Ruggiero (Napoli, 26 settembre 1957) è un generale italiano, Deputy Supreme Allied Commander Transformation a Norfolk dal 2019 al 2022.

## Biografia

### Formazione
Paolo Ruggiero è nato a Napoli il 26 settembre 1957, ove ha conseguito la maturità classica nel 1975 presso il liceo "Bianchi". Dal 1975 al 1979, ha frequentato il 157º Corso dell'Accademia Militare di Modena e la Scuola di Applicazione di Torino. È stato nominato sottotenente di Artiglieria il 1º settembre 1977.
Ha conseguito la laurea ed il master di II livello in scienze strategiche presso l'Università di Torino e ha frequentato numerosi corsi nazionali ed internazionali, tra cui in particolare:
- US Army Field Artillery Advanced Course in Ft. Sill, Oklahoma (USA), nel 1987;
- 114º Corso di Stato Maggiore, nel 1989-90;
- US Army Command and General Staff College in Ft. Leavenworth, Kansas (USA), nel 1991-92;
- 116º Corso Superiore alla Scuola di Guerra in Civitavecchia, nel 1994-95;
- Senior International Defence Management Course in Monterey, California (USA), nel 2005.

### Carriera
Da tenente a capitano ha prestato servizio, dal 1979 al 1989, a Casarsa della Delizia in Pordenone presso il 108º Gruppo artiglieria pesante campale semovente "Cosseria" della Divisione corazzata "Ariete" e il 132º Gruppo artiglieria pesante campale "Rovereto" del 5º Corpo di Armata. Nel grado di Tenente Colonnello ha comandato, dal 1994 al 1995, il 1º gruppo "Cacciatori delle Alpi" della Scuola di Artiglieria di Bracciano (Roma). Da Colonnello ha comandato a Vercelli il 52º Reggimento "Torino" della Brigata meccanizzata "Centauro", dal 2000 al 2001.
Promosso nel 2005 generale di brigata, ha comandato, dal 2006 al 2008, la 132º Brigata Corazzata "Ariete" a Pordenone. Durante tale periodo, da ottobre 2007 a maggio 2008, ha comandato la "Joint Task Force Lebanon - Sector West", nell'Operazione UNIFIL - "Leonte 3" a guida ONU nel Libano meridionale, unita multinazionale con alle dipendenze contingenti militari di Italia, Francia, Corea del Sud, Ghana e Slovenia. Promosso generale di divisione nel 2009, ha comandato il Comando Artiglieria con sede a Bracciano dal 2010 al 2012.
Nel febbraio 2014 è nominato comandante per la Formazione, la Specializzazione e della Scuola di Applicazione di Torino. Promosso generale di corpo d'armata il 1º luglio 2014, dal febbraio al settembre 2015, è inviato in Afghanistan, inizialmente con l'incarico di Capo di Stato Maggiore e successivamente come vice comandante per la transizione della NATO "Resolute Support" mission.
Il 15 gennaio 2016 è nominato Vice Comandante del NATO Land Command a Smirne, in Turchia, che lascia nel febbraio 2019. Ha assunto l'incarico di Deputy Supreme Allied Commander Transformation a Norfolk, in Virginia, dal 19 luglio 2019 al 7 luglio 2022.
Ha ricoperto vari incarichi sia presso lo Stato Maggiore dell'Esercito (SME) che presso lo Stato Maggiore della Difesa (SMD), e in particolare:
- Addetto di Sezione presso gli Uffici Personale (1990-1991) e Armi (1992-1993) dello SME;
- Capo Sezione di Stato maggiore dell'Ufficio Generale del Capo di SME (1995-1997);
- Capo Ufficio Piani e Situazione dello SME (2001-2004);
- Capo dell'Ufficio del Sottocapo dello Stato Maggiore della Difesa (2004-2005);
- Capo Ufficio di Stato Maggiore del Capo di Stato Maggiore della Difesa (2005-2006);
- Capo Ufficio Generale dello Stato Maggiore dell'Esercito (2008-2010);
- Capo di Stato Maggiore del Comando Logistico dell'Esercito (2012-2014).

È stato inoltre, dal 1997 al 2000, Addetto Militare Aggiunto presso l'Ambasciata d'Italia a Washington (USA).
È sposato ed ha due figlie.
Il generale Ruggiero, tra i suoi interessi, coltiva letture a carattere storico, il modellismo militare, la musica jazz e la corsa podistica.

## Promozioni

### Promozioni al grado superiore
| Grado                                             | Data di promozione                |
| ------------------------------------------------- | --------------------------------- |
| Generale di corpo d'armata con incarichi speciali | 19 luglio 2019                    |
| Generale di corpo d'armata                        | 1º luglio 2014                    |
| Generale di Divisione                             | 1º gennaio 2009                   |
| Generale di Brigata                               | 1º gennaio 2005                   |
| Colonnello                                        | 1º gennaio 1999                   |
| Tenente colonnello                                | 1º settembre 1993                 |
| Maggiore                                          | 1º gennaio 1991/1º settembre 1989 |
| Capitano                                          | 1º settembre 1983/1º gennaio 1982 |
| Tenente                                           | 1º settembre 1979                 |
| Sottotenente                                      | 1º settembre 1977                 |

I gradi sono rappresentati apposti sulle controspalline della divisa ordinaria invernale. Il colore della divisa è il cachi.